# Wilhelm von Gloeden
Wilhelm Von Gloeden (Völkshagen, 16 de setembro de 1856 – Taormina, 16 de fevereiro de 1931) foi um fotógrafo alemão do século XIX. Seus trabalhos foram em grande parte inovadores, já que ele foi um pioneiro na fotografia ao ar livre com o uso do nu masculino. A incorporação de elementos clássicos da Grécia antiga a belas paisagens sicilianas compuseram a singularidade de sua obra.
Von Gloeden foi junto com seu primo Guglielmo Plüschow uma referência na produção artística antes da Primeira Guerra Mundial, ficou conhecido internacionalmente no final do século XIX, mas só no início da década de 1970 é que foi redescoberto.

## Biografia
Gloeden nasceu em Mecklemburgo, Norte da Alemanha, no ano de 1856. Filho de um oficial que morreu quando Wilhelm ainda era uma criança, Gloeden foi criado por sua mãe, a qual casou-se posteriormente com um político conservador e jornalista chamado Wilhelm Joachim Baron von Hammerstein. Terminado o colégio, Gloeden estudou História da Arte na Universidade de Rostock, mas logo depois abandonou o curso para estudar pintura em Weimar.

Garoto Siciliano

Devido a uma tuberculose, no ano de 1878, mudou-se para a Itália com a esperança de obter a cura. Estabeleceu-se em Taormina, uma pequena cidade litorânea da Sicília, local onde Gloeden ficou curado da tuberculose, o qual chamou de "Paraíso na Terra". O pintor Otto Geleng, que viveu em Taormina, já lhe falara deste lugar paradisíaco.
Maravilhado pelas paisagens sicilianas e sobretudo pela beleza selvagem e bruta dos jovens paisanos de Taormina, ele se inicia na arte da fotografia, ajudado tanto pelos fotógrafos locais quanto por seu primo Wilhelm von (ou Guglielmo) Plüschow que viveu em Nápoles e que era também fascinado pelos corpos dos jovens italianos do Sul da Itália. Aproximadamente em 1880, Von Gloeden se torna rapidamente famoso por seus cliques de efebos cujas poses foram bastante inspiradas na arte da Antiguidade. Ela focalizava em fotografias de garotos nus em cenas bucólicas que inspiravam-se na antiguidade grega tornando-se assim um pioneiro na fotografia ao ar livre.
Próximo ao ano de 1895, seu padrasto perdeu sua fortuna — e consequentemente von Gloeden, seu apoio financeiro. Este fato foi marcante em sua vida, porque o profissionalizou. Contudo, não o abalou profundamente, pois Gloeden vendia suas fotografias em larga escala e, além disso, era costumeiramente agraciado por presentes de pessoas como o Grande Duque Frederico Francisco III de Mecklemburgo-Schwerin, que conheceu nos tempos de criança e foi um grande admirador e colecionador das obras do fotógrafo.

## Últimos Anos
Com a entrada da Itália na I Guerra Mundial von Gloeden viu-se obrigado a deixar seu local preferido, diante disto partiu e deixou sua casa com Pancrazio Bucini (chamado de Il Moro). Amante de Gloeden desde seus 14 anos, Il Moro também herdou as mais de 3 mil fotografias tiradas pelo fotógrafo, quando este veio a falecer no ano de 1931, em Taormina, após ter regressado do refúgio no exterior.
Muitos dos modelos de Gloeden perderam suas vidas durante a guerra. Com esse desastroso momento na história da Europa, houve uma grande mudança social e Gloeden viu seu ideal educacional baseado na antiguidade clássica definhar. A procura por seus trabalhos caíram e ele próprio se via abalado por seus modelos mortos, era o fim do sonho arcádio.

## Aspectos da Fotografia de von Gloeden
Ao contrário do que se pode pensar, seu trabalho não era clandestino, considerando a pesada atmosfera homofóbica da época. Muitas imagens eram publicadas em grandes revistas da época e exposições com a arte de Gloeden eram feitas, tanto que em 1899 a Sociedade Fotográfica de Berlim convidou-o para ministrar uma palestra sobre fotografia ao ar livre.
Von Gloeden pagava seus modelos, isso explica em grande parte a tolerância dos habitantes daquela região pobre da Itália em relação à sua atividade. Além disso pode-se atribuir outras causas à popularidade das fotografias entre elas destacam-se:
- Gloeden era um excelente fotógrafo;
- Ele introduziu novas técnicas na produção fotográfica, o que tornou seu trabalho uma referência na perfeição artística;
- Para aquele tempo, a retratação do nu masculino era algo novo e fora do comum;
- O tema homossexual de suas imagens era algo revolucionário para os padrões da época;
- Gloeden se valeu de temas clássicos, que denotaram grande singularidade a seu trabalho.

O número de modelos fotografados por von Gloeden é superior a 7 mil e são de sua autoria mais de 3 mil fotografias, sendo que a maioria delas não chegaram aos dias atuais. Grande parte das imagens foram perdidas depois da I Guerra Mundial, quando no ano de 1936 a polícia de Mussolini destruiu mais de 2,5 mil fotografias sob a alegação de que elas constituíam pornografia.

## Galeria 1

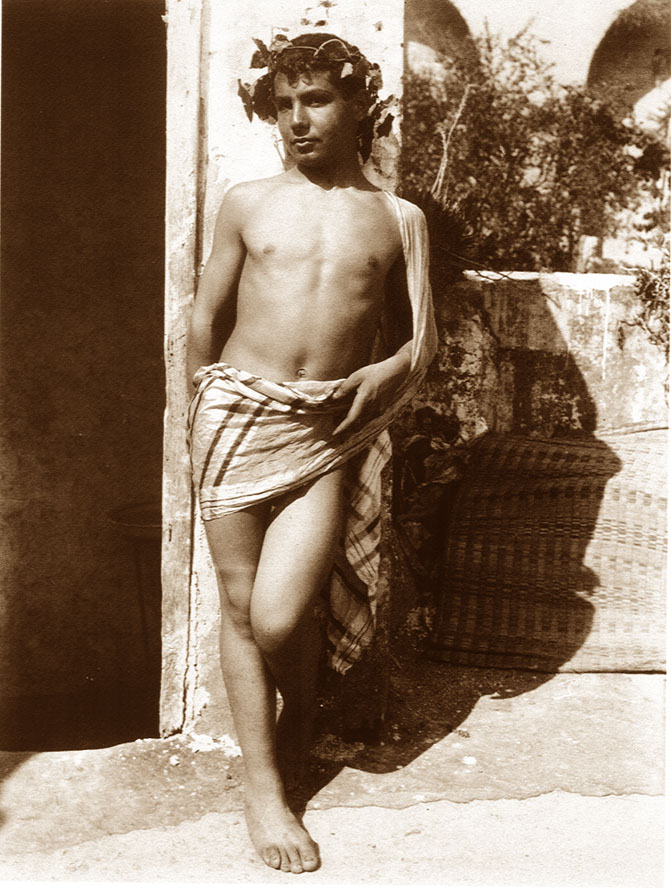
Garoto com Toga
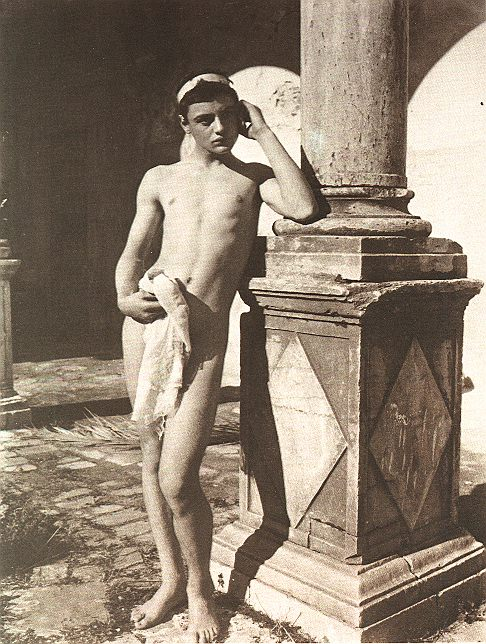
Menino no Pátio S. Domenico
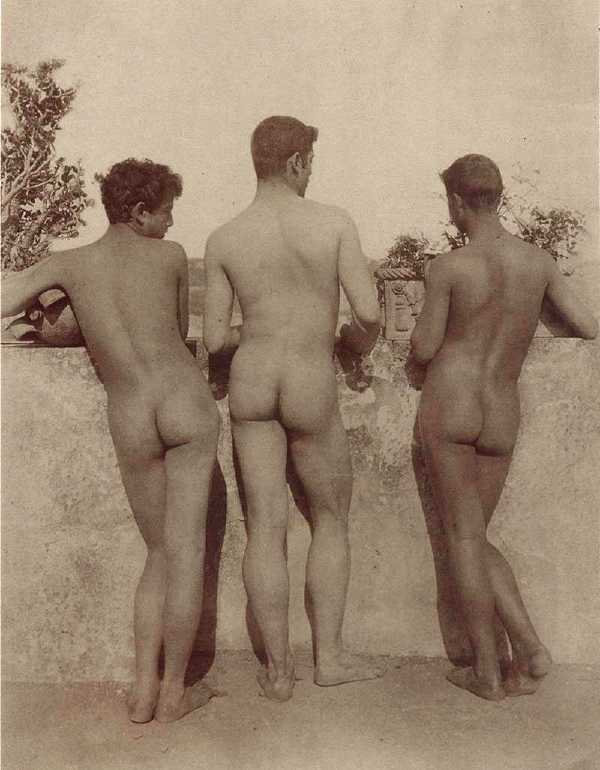
Napoli
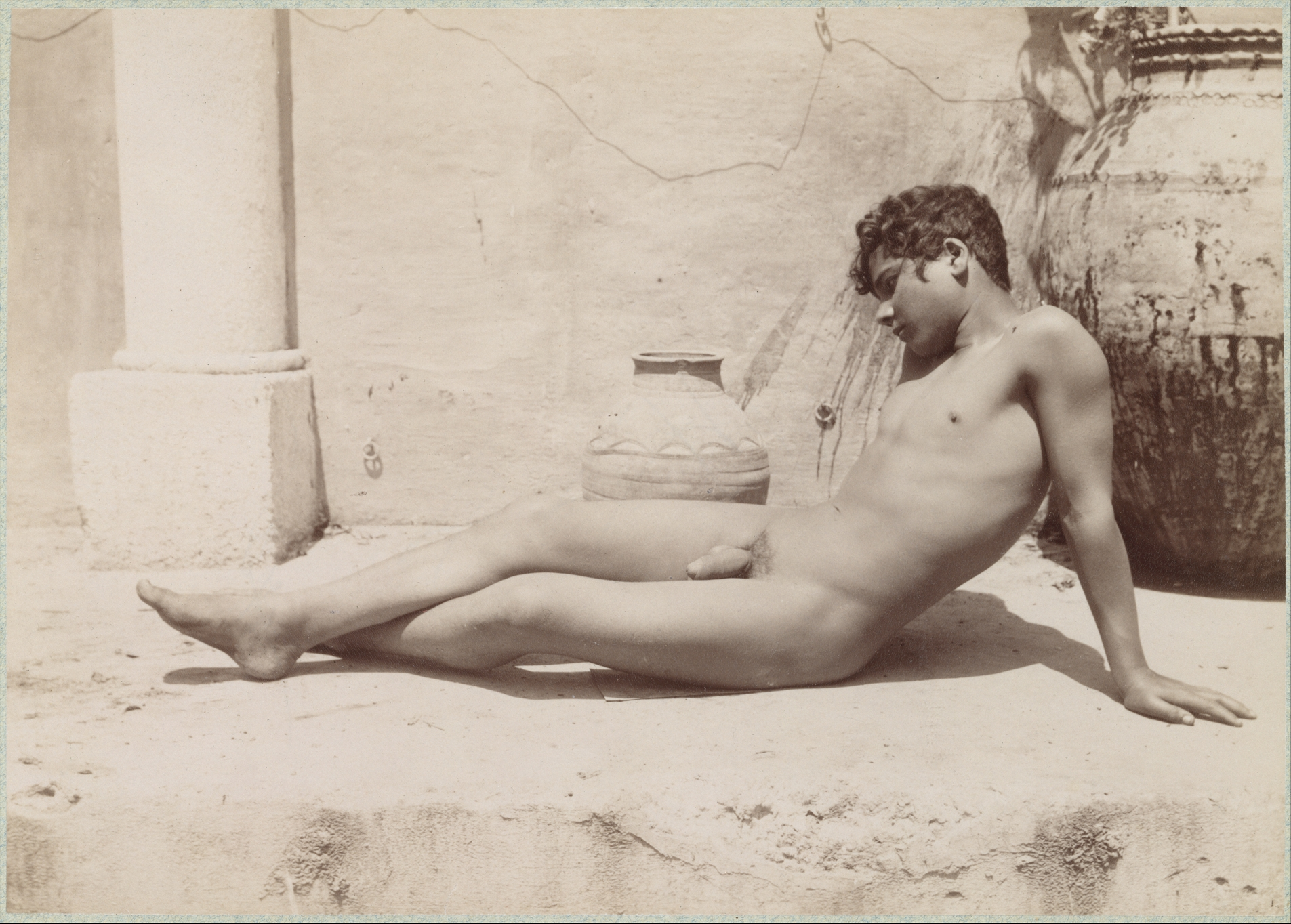
Nu masculino reclinado ao lado de um vaso no Metropolitan Museum of Art
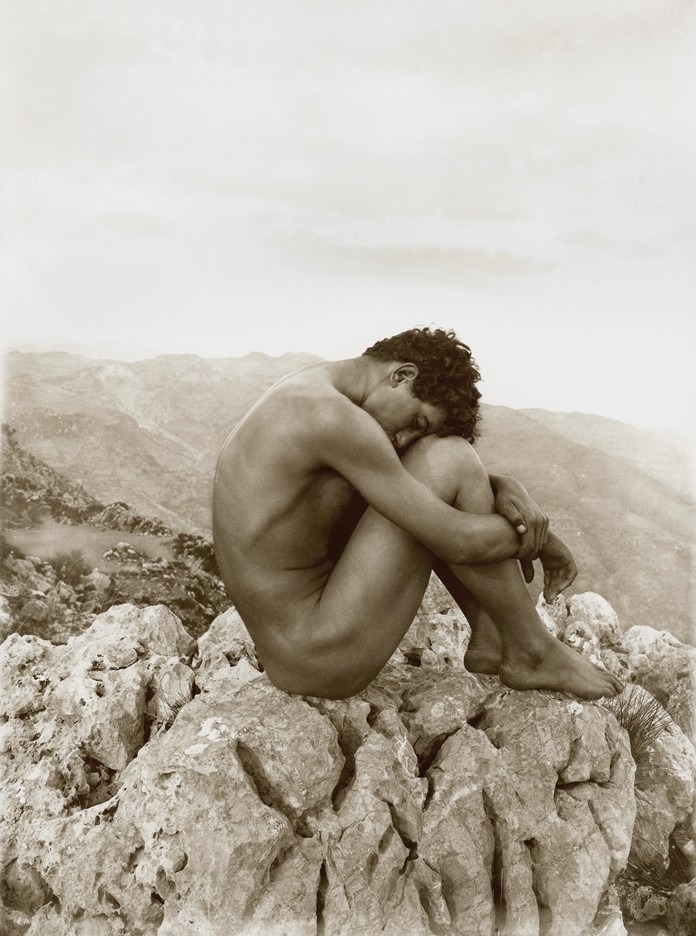
Caino
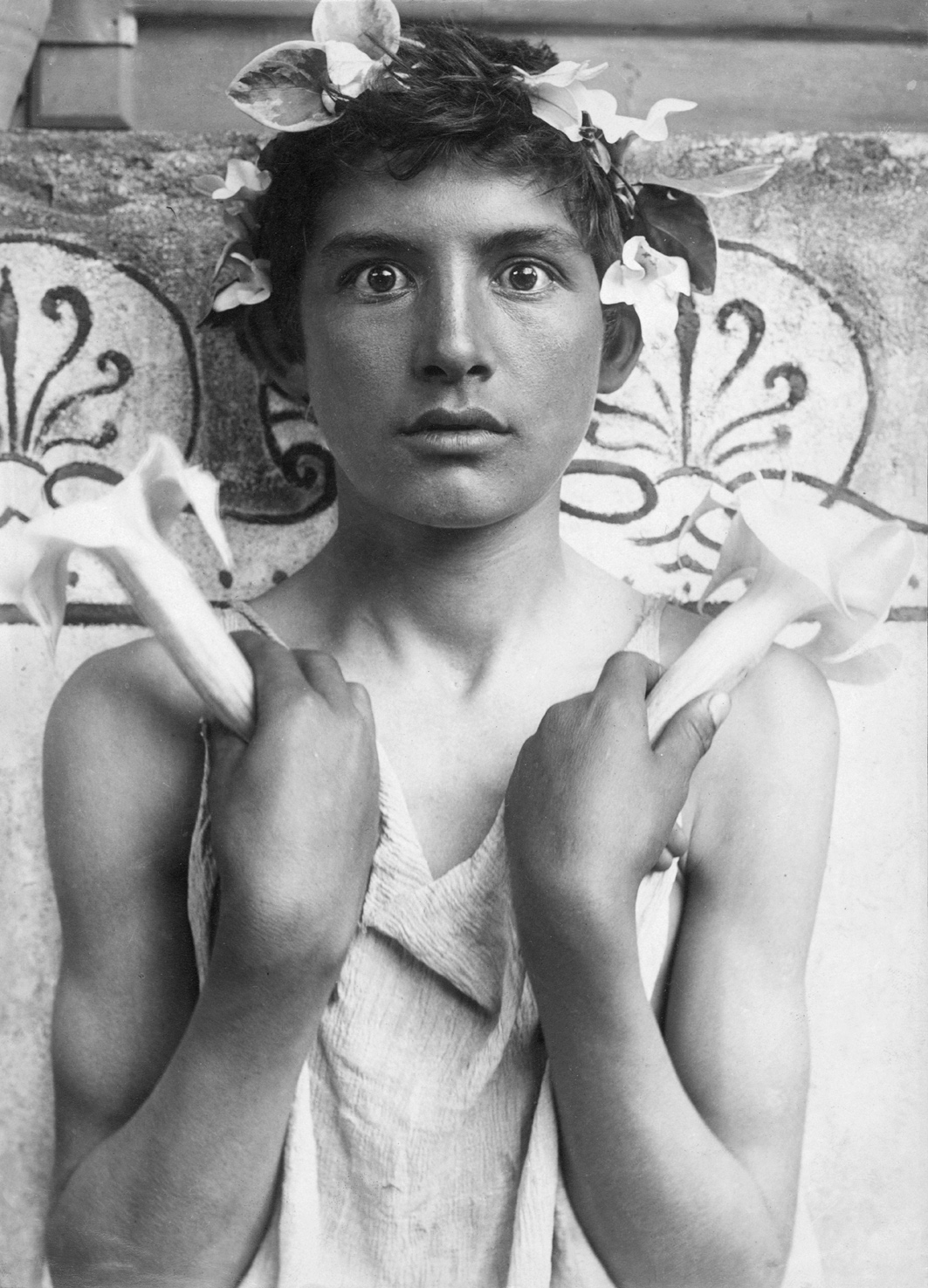
Hypnos
Auto-retrato em trajes árabes
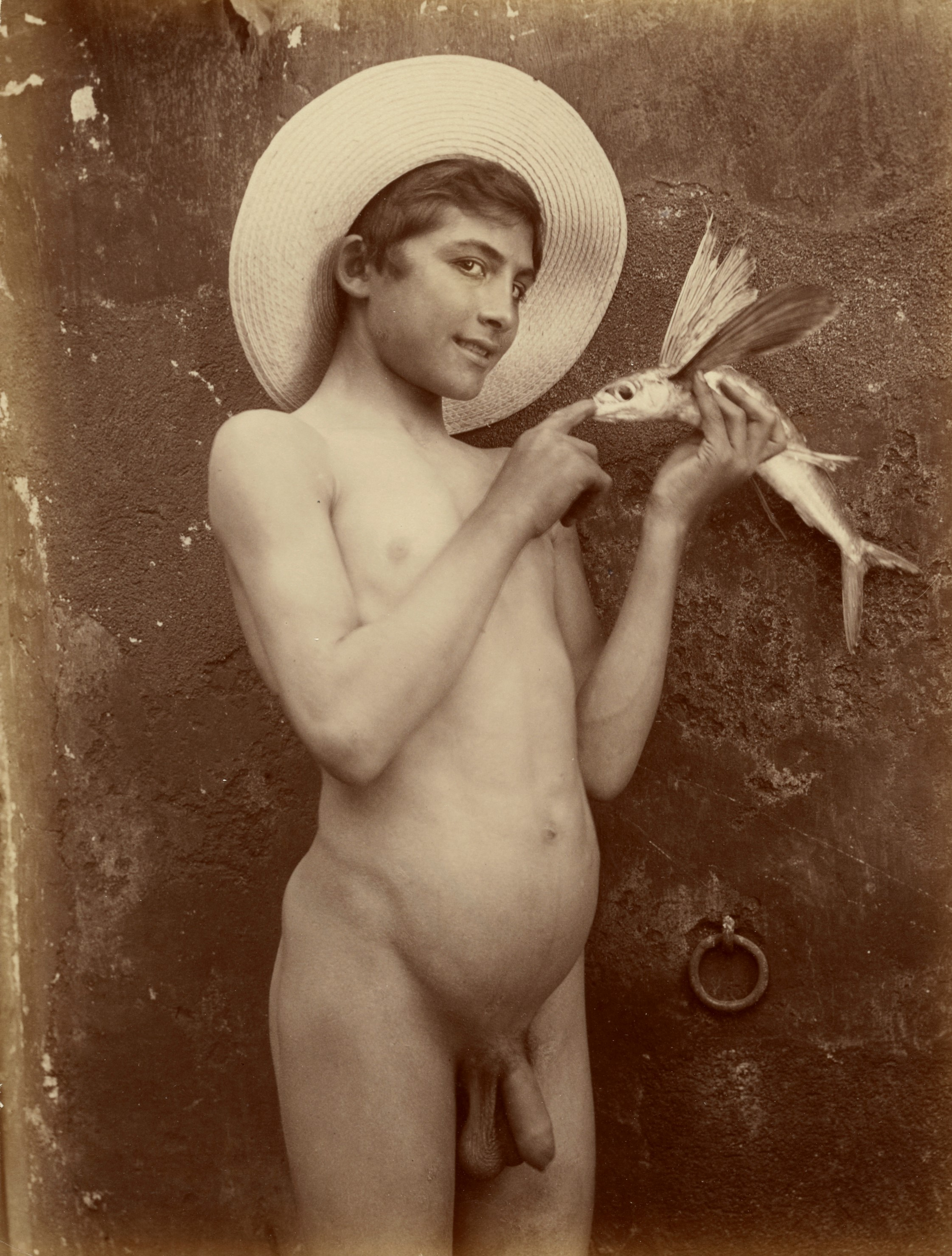
Menino com Peixe Voador
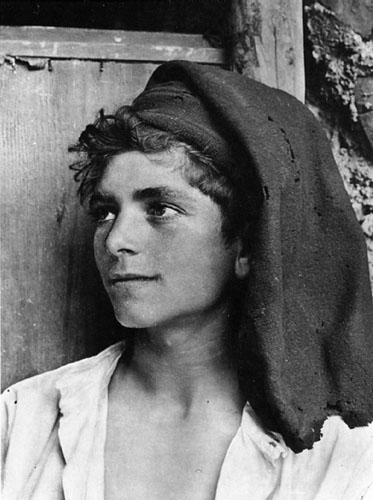
Menino vestido de menina siciliana
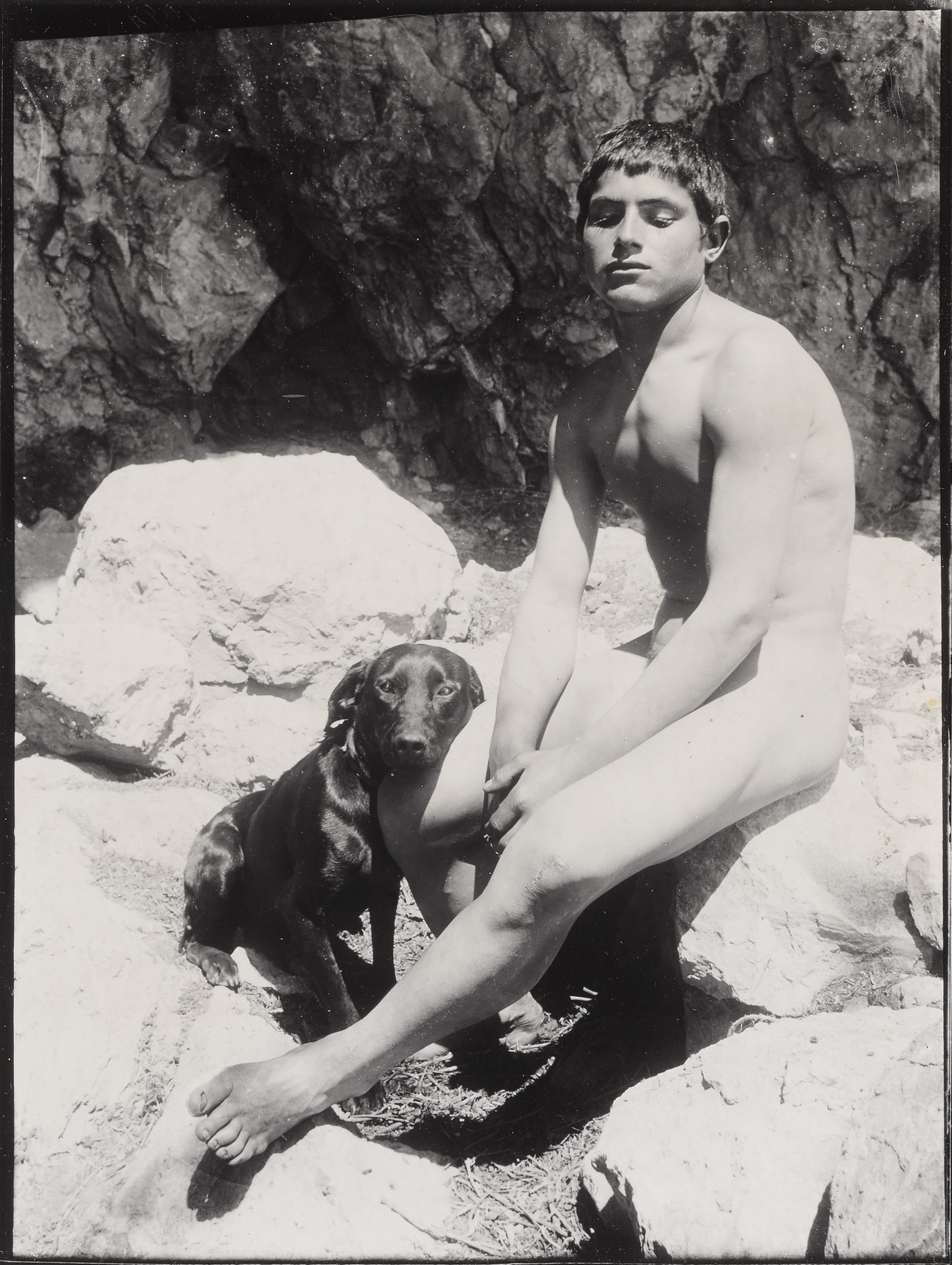
Menino com a cadela de Gloeden, Nedda
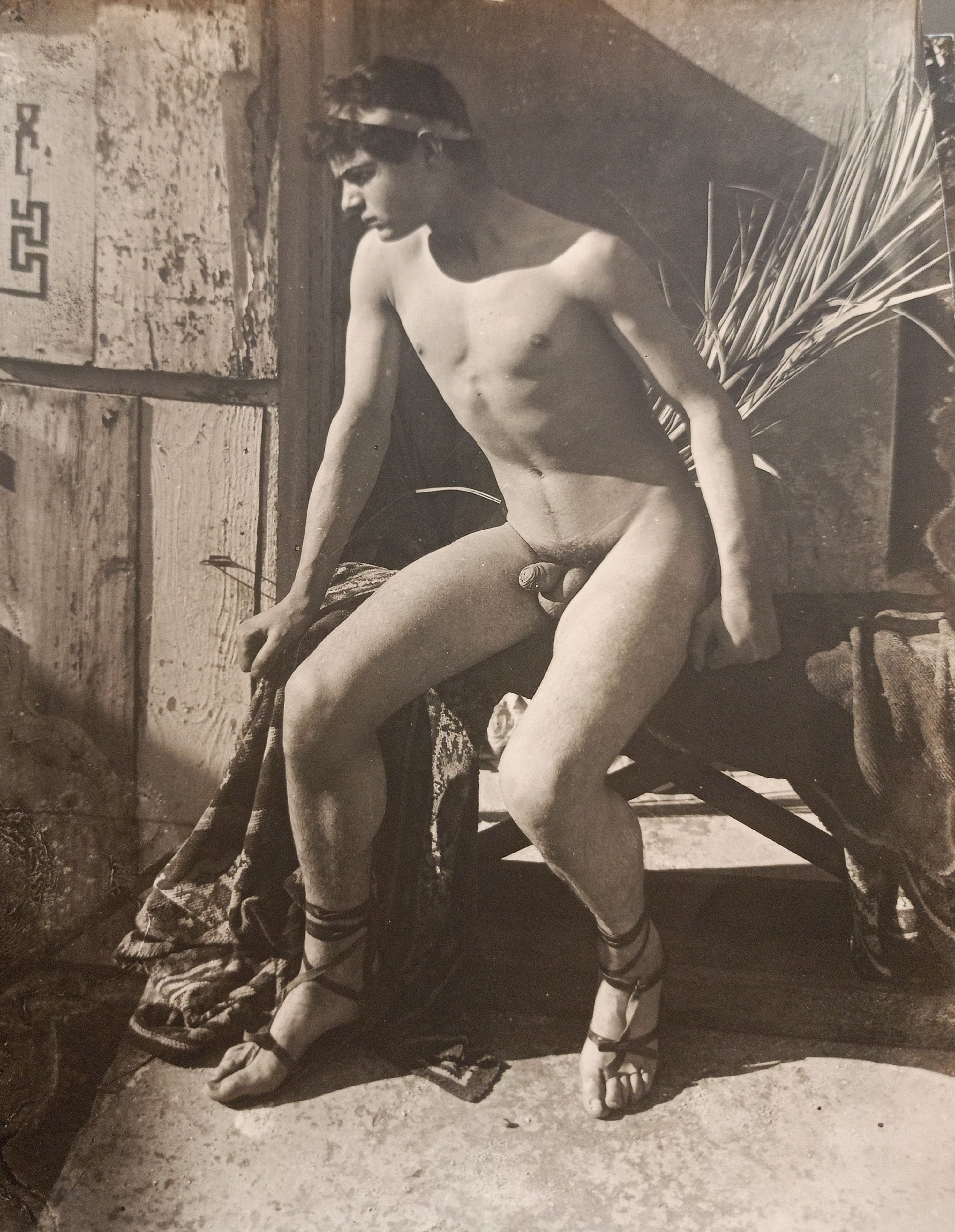
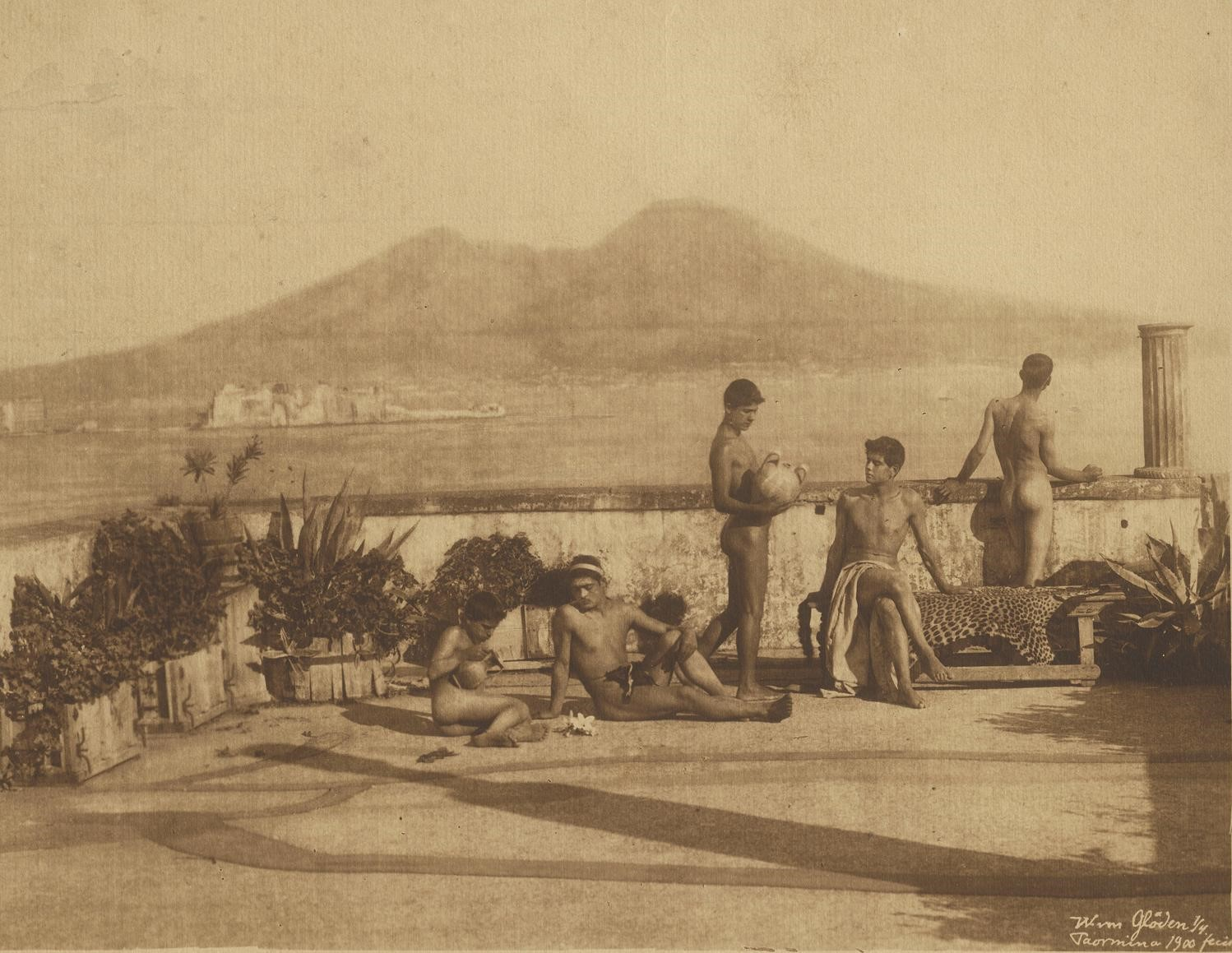
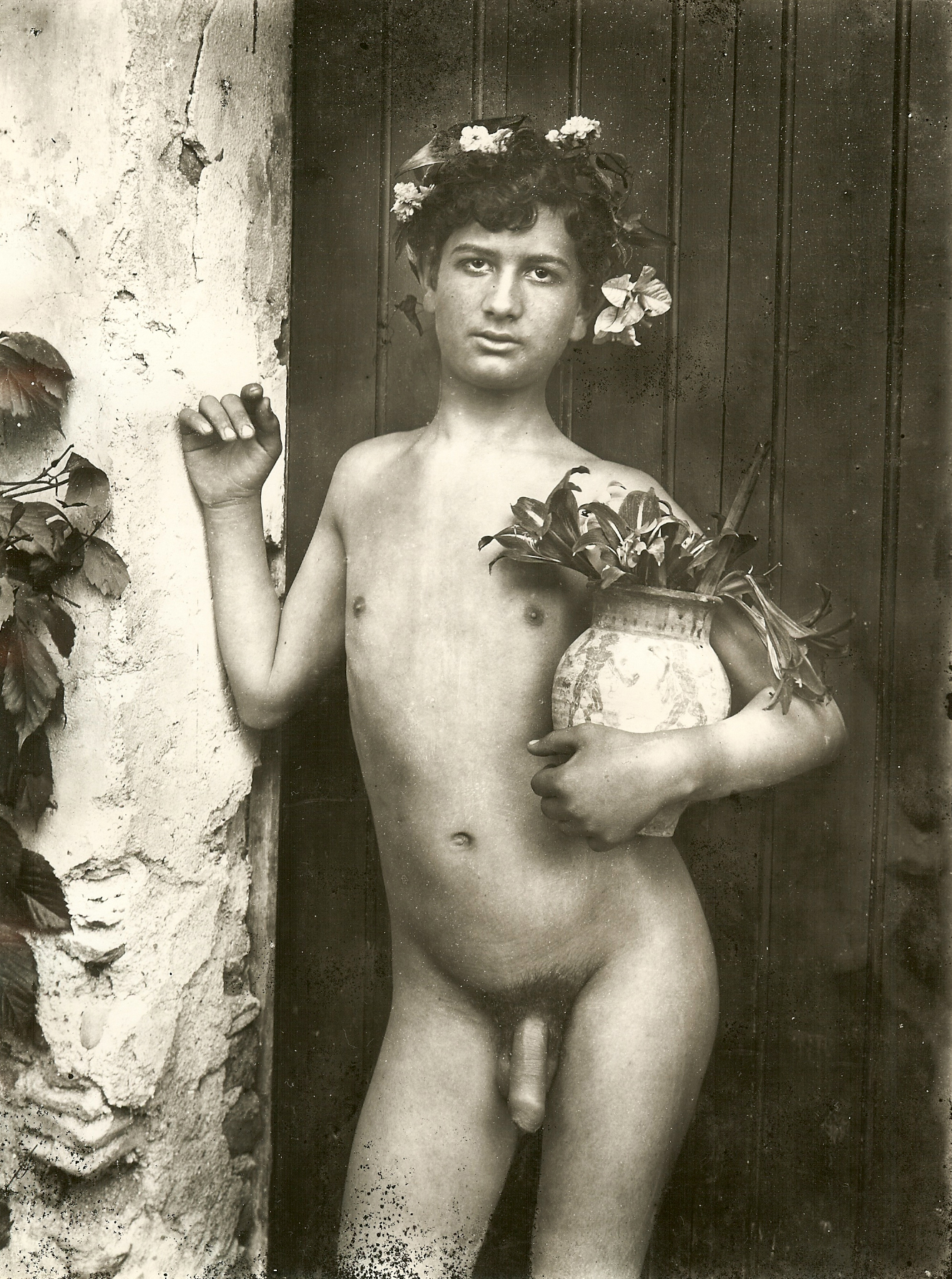
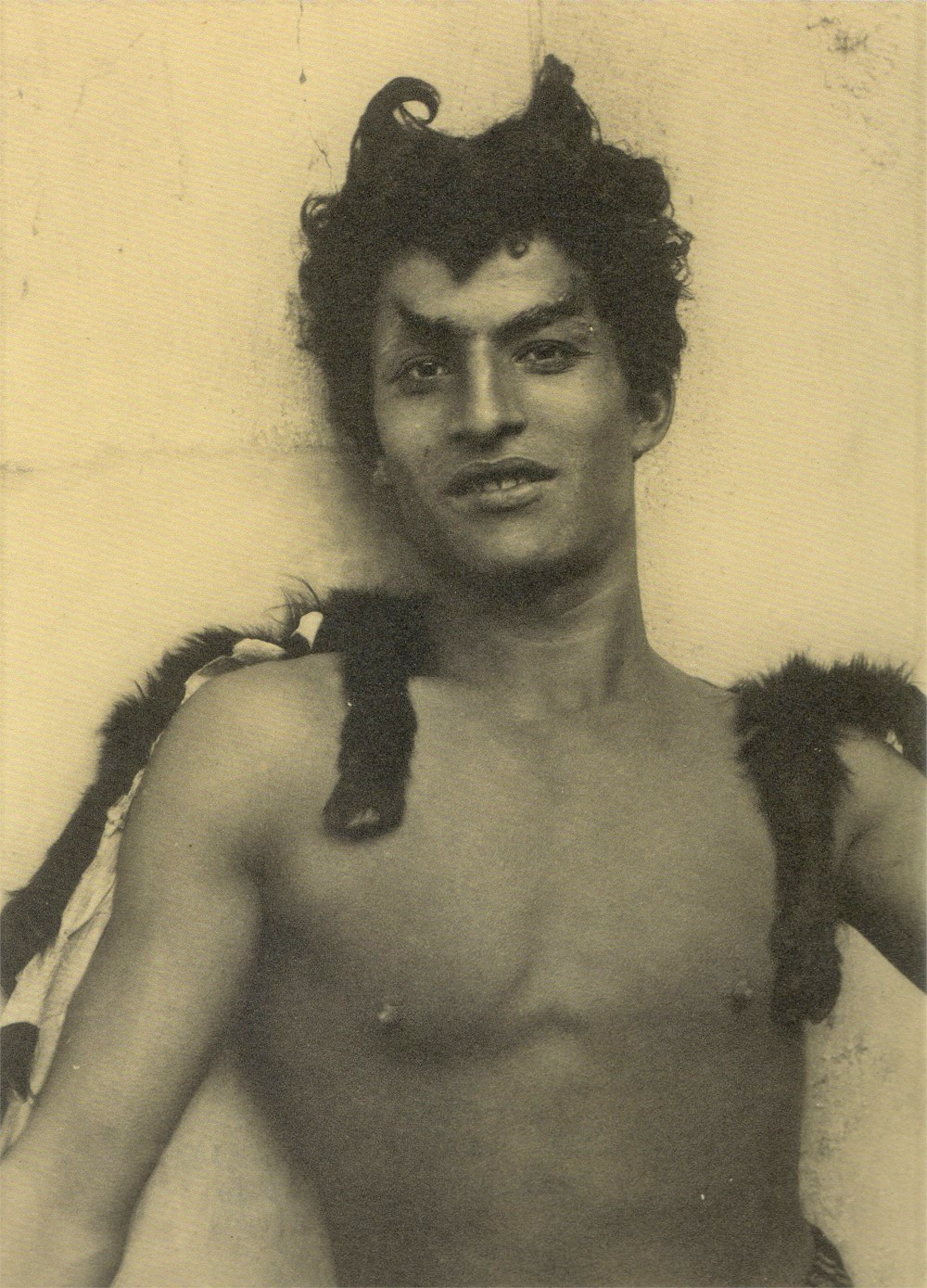
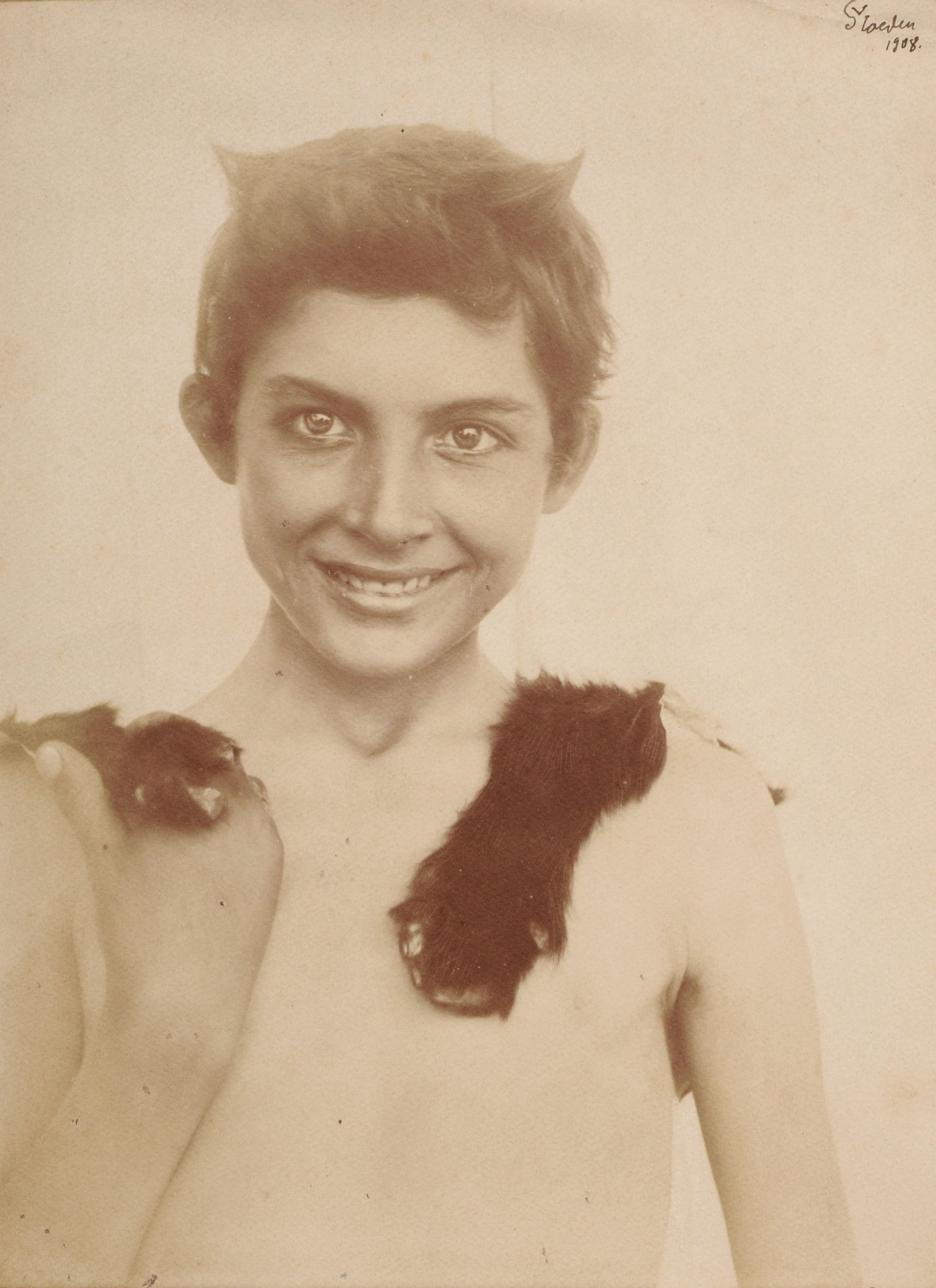
Faun
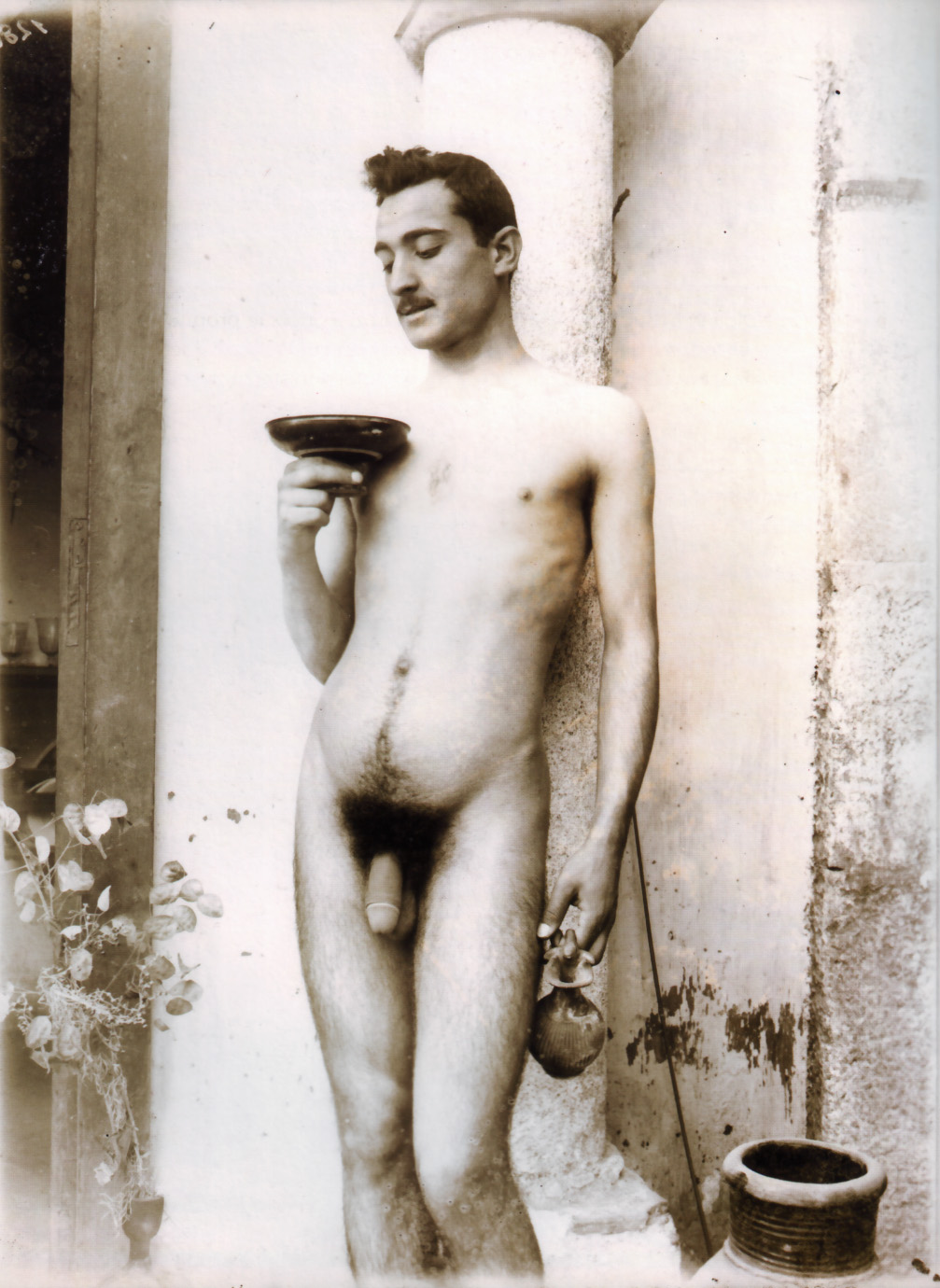
Nu Masculino